# Erik Strömdahl
Erik Hjalmar Strömdahl, född 18 februari 1945 i Sankt Johannes församling i Stockholm, är en svensk dokumentärfilmare.
Erik Strömdahl växte upp i centrala Stockholm. Han är son till riksbrandinspektören Ingvar Strömdahl och Stina von Otter samt sondotters son till statsminister Fredrik von Otter. Han har examen som inredningsarkitekt, men är också utbildad vid Konstfackskolan och genom kortkurser på Dramatiska Institutet. Han är verksam som regissör, manusförfattare, fotograf och filmproducent mestadels inriktad på dokumentärfilm.
Med sin debutfilm Hus i helvete (1973) ville han tillsammans med Roland Lindmark göra gällande att miljonprogrammet var omänskligt och bara handlade om att förvara människor. Första spelfilmen var barnfilmen Älgräddarna (1977). Sedan har han huvudsakligen arbetat dokumentärfilm. Långfilmsdebuten kom med Samlaren (1989). Han gav ut självbiografin Brända stickor 2015.
Erik Strömdahl har i en relation med illustratören Eva Eriksson följande tre barn: webdesignern Olle Strömdahl (född 1973), illustratören Lisa Moroni {född 1983) och fotografen Peter Strömdahl (född 1985). Han är sedan 2014 bosatt i Glombo i Hudiksvalls kommun och sammanlever med konstnären Eva Ljungdahl.

## Filmografi i urval
- 1973 – Hus i helvete (regi, manus, foto)
- 1974 – Playa eller Akta den gnistrande blanka ytan (regi)
- 1977 – Älgräddarna (regi, manus, foto)
- 1978 - Bostadslösa. Dagbok från en husockupation (Delad regi foto klippning, ljudteknik)
- 1980 – Löpnummer 17 (regi, foto)
- 1981 – I stället för att rymma (regi, foto)
- 1982 – Sjömän - snart finns bara myten kvar ... (foto)
- 1988 – Augustendal (regi, manus, producent, foto, klippning, ljudteknik)1989 – Samlaren (Delad regi, manus, idé, foto, klippning)
- 1990 – Bland svartskallar och blekfisar (foto)
- 1990 – I skog och mark (klippning)
- 1991 - Motståndaren  (Delad regi foto klippning, ljudteknik)
- 1993 – Katthuset (Delad regi, producent, klippning)
- 1995 – En stadsdel föds (foto)
- 1995 – Stockholmstango (foto)
- 2004 – Rondellupproret (regi, foto, redigering)
- 2004 – Födda med revolutionen (regi, producent, foto, klippning)2005 – Störst av allt (produktionsledare)
- 2012 – Mannen från Jupiter (regi, foto, klippning)
- 2015 - Den goda Kossan (samprod. Foto, klipp) 2016 – Du var min bästa vän (klippning)
- 2018 - ´´Installation i Rött´´ (regi, foto, klippning)
- 2021 - Rising Sun Blues - l popens gryning (Regi,foto, producent)
- 2023 - Långt ifrån - Vadå? Biograffilm 93 min. (Manus, regi foto, klipp.)